# Diocesi di Brentwood
La diocesi di Brentwood (in latino Dioecesis Brentvoodensis) è una sede della Chiesa cattolica in Inghilterra suffraganea dell'arcidiocesi di Westminster. Nel 2022 contava 240.658 battezzati su 2.898.548 abitanti. È retta dal vescovo Alan Stephen Williams, S.M.

## Territorio
La diocesi comprende la contea inglese dell'Essex, le autorità unitarie di Southend-on-Sea e Thurrock, e i borghi londinesi di Barking e Dagenham, Havering, Newham, Redbridge e Waltham Forest.
Sede vescovile è la città di Brentwood, dove si trova la cattedrale di Santa Maria e Sant'Elena.
Il territorio è suddiviso in 87 parrocchie.

## Storia
La diocesi è stata eretta il 20 luglio 1917 con la bolla Universalis Ecclesiae di papa Benedetto XV, ricavandone il territorio dall'arcidiocesi di Westminster.
Dal 1985 la diocesi è gemellata con la diocesi di Dundee, in Sudafrica.

## Cronotassi dei vescovi
Si omettono i periodi di sede vacante non superiori ai 2 anni o non storicamente accertati.
- Bernard Nicholas Ward † (20 luglio 1917 - 21 gennaio 1920 deceduto)
- Arthur Doubleday † (7 maggio 1920 - 23 gennaio 1951 deceduto)
- George Andrew Beck, A.A. † (23 gennaio 1951 succeduto - 28 novembre 1955 nominato vescovo di Salford)
- Bernard Patrick Wall † (30 novembre 1955 - 14 aprile 1969 ritirato[4])
- Patrick Joseph Casey † (2 dicembre 1969 - 12 dicembre 1979 dimesso)
- Thomas McMahon (16 giugno 1980 - 14 aprile 2014 ritirato)
- Alan Stephen Williams, S.M., dal 14 aprile 2014

## Statistiche
La diocesi nel 2022 su una popolazione di 2.898.548 persone contava 240.658 battezzati, corrispondenti all'8,3% del totale.
| anno | popolazione | popolazione | popolazione | presbiteri | presbiteri | presbiteri | presbiteri                | diaconi | religiosi | religiosi | parrocchie |
| anno | battezzati  | totale      | %           | numero     | secolari   | regolari   | battezzati per presbitero | diaconi | uomini    | donne     | parrocchie |
| ---- | ----------- | ----------- | ----------- | ---------- | ---------- | ---------- | ------------------------- | ------- | --------- | --------- | ---------- |
| 1950 | 82.260      | 1.759.210   | 4,7         | 154        | 94         | 60         | 534                       |         | 80        | 642       | 57         |
| 1959 | 125.259     | 2.170.000   | 5,8         | 166        | 104        | 62         | 754                       |         | 78        | 674       | 77         |
| 1969 | 173.875     | 2.800.000   | 6,2         | 207        | 143        | 64         | 839                       |         | 88        | 700       | 89         |
| 1980 | 187.075     | 3.250.000   | 5,8         | 194        | 137        | 57         | 964                       | 3       | 73        | 570       | 93         |
| 1990 | 200.500     | 2.500.000   | 8,0         | 170        | 115        | 55         | 1.179                     | 7       | 66        | 430       | 97         |
| 1999 | 202.874     | 2.659.000   | 7,6         | 153        | 110        | 43         | 1.325                     | 8       | 48        | 371       | 95         |
| 2000 | 202.870     | 2.659.000   | 7,6         | 156        | 114        | 42         | 1.300                     | 8       | 45        | 371       | 95         |
| 2001 | 207.074     | 2.659.000   | 7,8         | 154        | 113        | 41         | 1.344                     | 8       | 42        | 380       | 92         |
| 2002 | ?           | 2.659.000   | ?           | 153        | 113        | 40         | ?                         | 8       | 44        | 373       | 94         |
| 2003 | 218.942     | 2.703.054   | 8,1         | 149        | 110        | 39         | 1.469                     | 9       | 48        | 373       | 90         |
| 2004 | 222.719     | 2.710.000   | 8,2         | 150        | 110        | 40         | 1.484                     | 8       | 47        | 365       | 89         |
| 2006 | 230.700     | 2.758.000   | 8,4         | 153        | 115        | 38         | 1.507                     | 10      | 45        | 360       | 82         |
| 2012 | 225.700     | 2.789.000   | 8,1         | 154        | 106        | 48         | 1.465                     | 11      | 60        | 233       | 91         |
| 2015 | 248.635     | 2.850.000   | 8,7         | 148        | 100        | 48         | 1.679                     | 14      | 59        | 225       | 90         |
| 2018 | 236.929     | 2.852.200   | 8,3         | 165        | 107        | 58         | 1.435                     | 14      | 67        | 200       | 87         |
| 2020 | 238.530     | 2.871.475   | 8,3         | 155        | 105        | 50         | 1.538                     | 14      | 56        | 186       | 87         |
| 2022 | 240.658     | 2.898.548   | 8,3         | 150        | 102        | 48         | 1.604                     | 17      | 54        | 176       | 87         |